# Thomas Lüscher (Pianist)
Thomas Lüscher (* 27. September 1978 in Zofingen) ist ein Schweizer Pianist und Komponist.

## Leben und Wirken
Thomas Lüscher lernte zunächst Mundharmonika, später kamen Akkordeon und Klavier hinzu. Nach einem Studium der klassischen Musik am Konservatorium Basel bei László Gyimesi, Jürg Wyttenbach und Kammermusik bei Jost Meier folgte Privatunterricht bei Lester Menezes in Jazzpiano. Nach einem Jahr an der Musik-Akademie der Stadt Basel in der Abteilung Jazz zog er nach Boston, um am Berklee College of Music zu studieren, ermöglicht durch den European Scholarship Award. Ein Abschluss mit Auszeichnung Summa cum laude in Jazz Performance und Komposition folgte 2003. Er studierte in den USA bei Joe Lovano, Hal Crook, Joanne Brackeen und Laszlo Gardony. Grossen Einfluss hinterliessen die Studien bei Fred Hersch in New York City.
Lüscher ist seit 1993 international als Musiker tätig, dies in verschiedenen Formationen und grösstenteils im Jazz. Als Leader und Sideman konzertierte er und nahm auf u. a. mit Tiger Okoshi, Frank Möbus, George Robert, Ronny Graupe, Christoph Grab und Wolfgang Muthspiel. Er konzertierte u. a. in London, Berlin, New York City, Prag und Moskau mit eigenen Projekten oder als Bandmitglied bei Christoph Grab Raw Vision, Keller’s 10, Bernhard Bamert, Ymonos oder dem Sarah Chaksad Orchestra. Er wirkte mit bei Studioaufnahmen für die Label UNIT, Neuklang (Bauer Studios), QFTF und Meta Records.
Lüscher unterrichtet Klavier an der Kantonsschule Wohlen. Marcel Lüscher ist sein Bruder.

## Preise und Auszeichnungen
- 2017/18: Pro Argovia Artist[3]
- 2017: Artist in Residence im Moods/Schiffbau Zürich.[4]
- 2018: Preisträger Kuratorium Aargau.[5][6]

## Diskographie
- Thomas Lüscher: Somehow (2003)
- YumYumYum: Dead Lilies (2008, Meta Records)[7]
- Krebszucht auf Amrun: Jazz bis Laut (2008, Notensuppe Records)[8]
- Smiff: Plastic Mars (2012, Unit Records)[9]
- Thomas Lüscher: Solo Piano (2014)
- Christoph Grab Raw Vision (2014, Unit Records)[10]
- Christoph Grab Raw Vision: Code Talker (2015, Unit Records)[11]
- Ymonos: Le jour avec les yeux fermer (2017, Unit Records)[12]
- Christoph Grab Raw Vision: Fool’s Dance (2019, QFTF)[13]
- Sarah Chaksad Orchestra: Tabriz (2019, Neuklang)[14]
- Marcel Lüscher Quartett: Make Things Happen (Unit Records, 2024, mit Kaspar Rast, Björn Meyer)[15]